# Élisa Martin

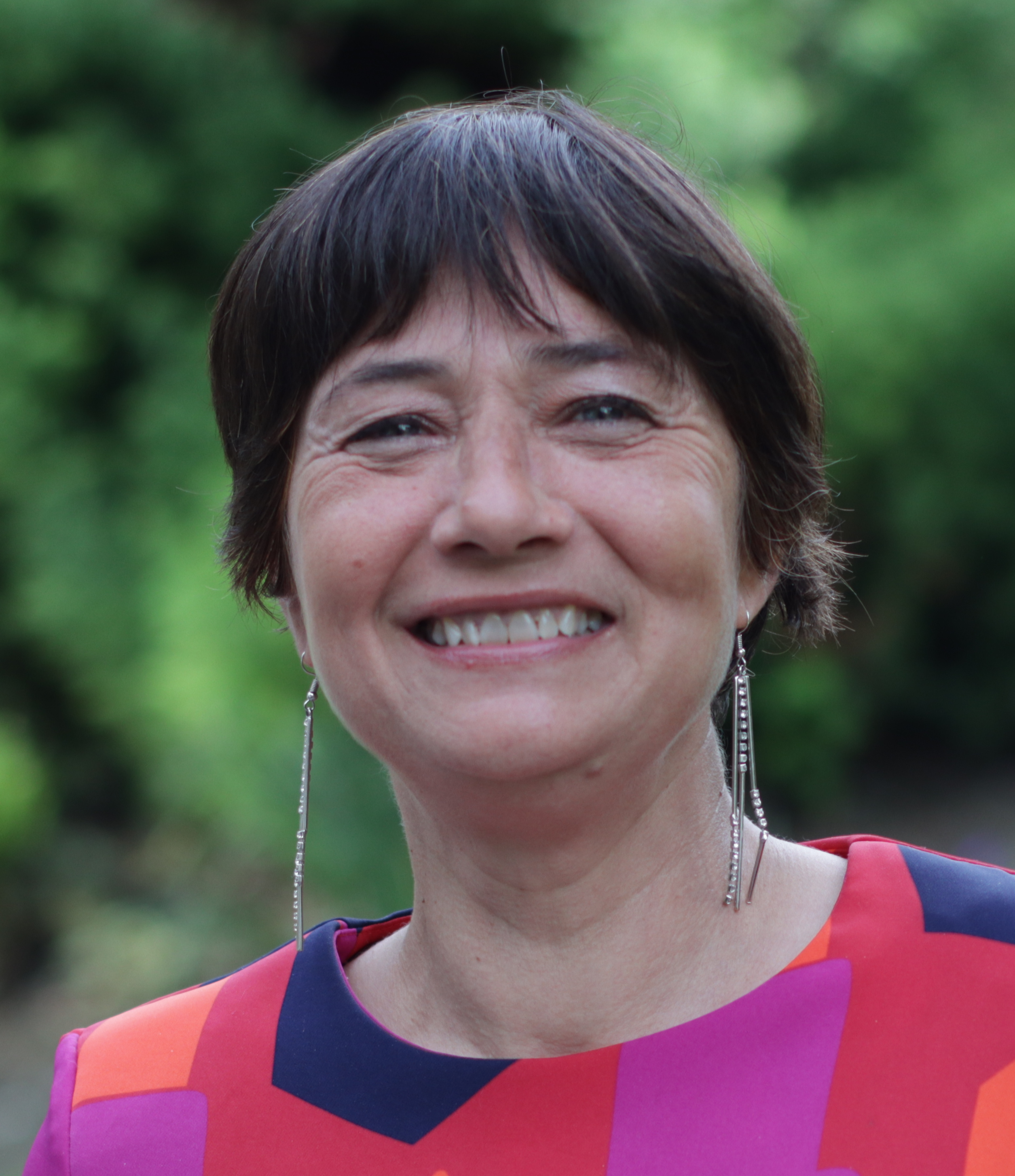
Élisa Martin (2022)

Élisa Martin (geboren am 15. Mai 1972 in Nancy) ist eine französische Politikerin. Sie ist Mitglied der Partei La France insoumise (LFI). Bei der Parlamentswahl am 19. Juni 2022 wurde sie im 3. Wahlkreis des Departement Isère als Abgeordnete der Nationalversammlung gewählt.

## Ausbildung und berufliche Laufbahn
Nach ihrem Philosophiestudium wurde sie Französischlehrerin und arbeitete mehrere Jahre in den Arbeitervierteln von Grenoble, insbesondere am Collège Lucie Aubrac und am Collège Olympique, die sich derzeit in ihrem Wahlkreis befinden.

## Politische Laufbahn

### Stellvertretende Bürgermeisterin von Saint-Martin-d’Hères
1999 zog Martin bei einer kommunalen Nachwahl für die PS in den Gemeinderat von Saint-Martin-d’Hères, einer Gemeinde im „roten Gürtel“ von Grenoble ein. Sie schloss sich dem Team des Bürgermeisters René Proby (PCF) an und wurde im Alter von 26 Jahren Beigeordnete, die für die Kleinkinderbetreuung zuständig war. Nach den Kommunalwahlen 2001 und 2008 wurde sie erneut in ihrem Amt bestätigt.

### Regionalrätin der Region Rhône-Alpes

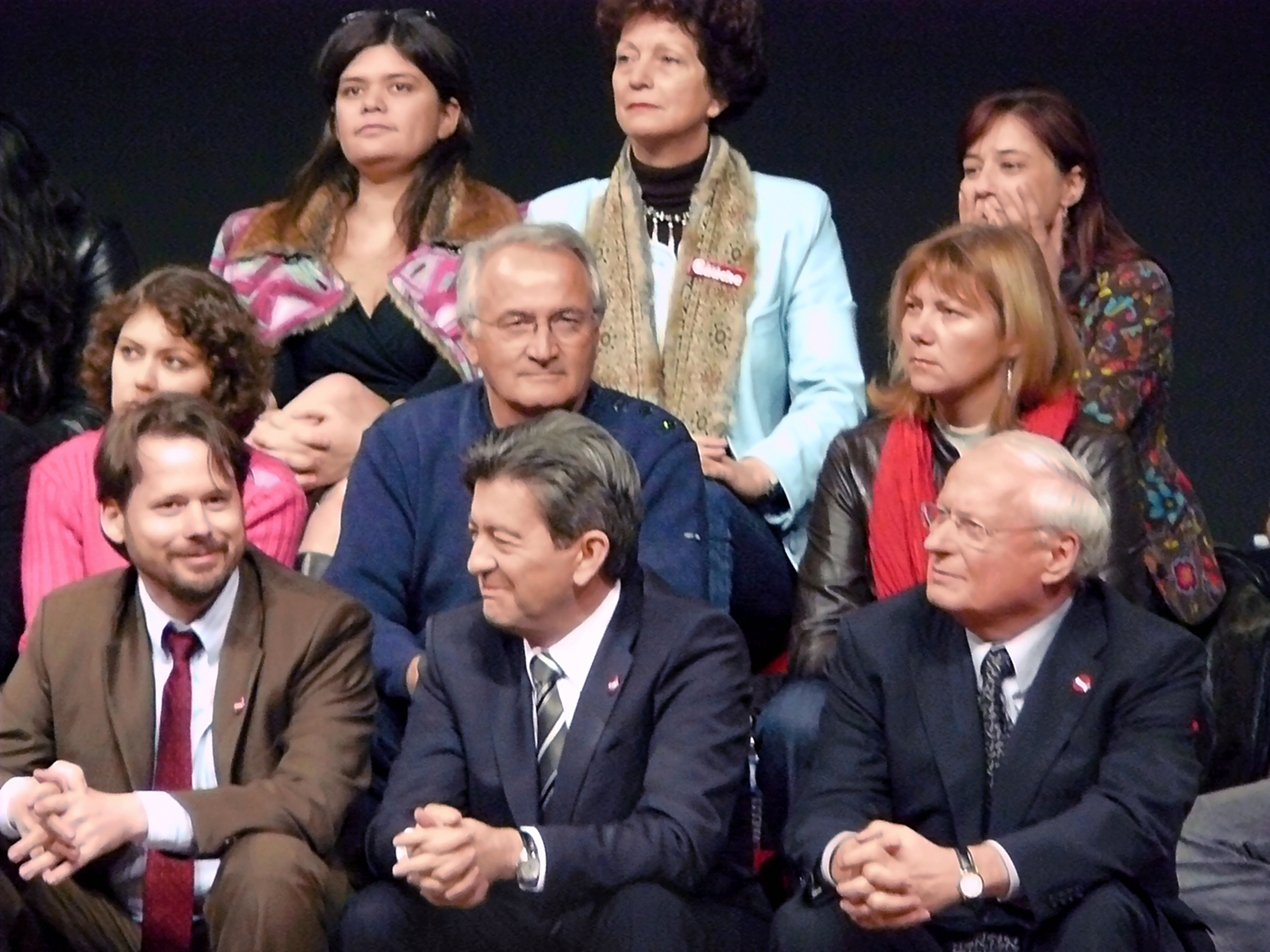
Élisa Martin (oben rechts), bei der Gründungsversammlung 2008 der Parti de gauche

2004 wurde Élisa Martin zur Regionalrätin der Region Rhône-Alpes gewählt. Ende 2008 verließ sie die PS, um an der Seite von Jean-Luc Mélenchon an der Gründung der Parti de gauche teilzunehmen. Sie wurde Vorsitzende der Fraktion der PG.
Bei der Regionalwahl 2010 in der damaligen Region Rhône-Alpes führte sie die Liste der Front de gauche an. Ihre Liste erhielt 6,3 % der abgegebenen Stimmen und fusionierte zwischen den beiden Wahlgängen mit der von Jean-Jack Queyranne angeführten sozialistischen Liste, die im zweiten Wahlgang siegreich war, wodurch Élisa Martin als Regionalrätin wiedergewählt wurde.

### Erste Beigeordnete des Bürgermeisters von  Grenoble
Im Vorfeld der Kommunalwahl 2014 beteiligte sich Martin an der Gründung der Liste „Grenoble, eine Stadt für alle“, die die Parti de gauche, Europe Écologie Les Verts und lokale Bürgerbewegungen vereinte. Sie stand an zweiter Stelle der von Eric Piolle angeführten Liste. Nach dem Sieg dieser Liste wurde sie zur ersten stellvertretenden Bürgermeisterin ernannt, zuständig für die öffentliche Sicherheit. Bei der Kommunalwahl 2020 wurde die bisherige Mehrheit bestätigt und Martin behielt ihr Mandat als Erste Stellvertreterin. Sie ist Beauftragte für Arbeiterviertel und republikanische Gleichheit. Sie ist außerdem Mitglied des Metropolitanrats von Grenoble-Alpes-Métropole und Vorsitzende des Wohnungsbauunternehmens Actis, das Sozialwohnungen vermietet.

### Abgeordnete für Isère
Im Mai 2022 wurde Élisa Martin als Kandidatin der Nouvelle Union populaire écologique et sociale  im dritten Wahlkreis des Departements Isère für die Parlamentswahl am 12. und 19. Juni nominiert. Im ersten Wahlgang lag sie mit 42,5 % der abgegebenen Stimmen deutlich an der Spitze. Im zweiten Wahlgang gewann sie mit 57,5 % der abgegebenen Stimmen gegen die bisherige Abgeordnete Émilie Chalas (Renaissance - Präsidentenmehrheit). Der Ersatzkandidat ist Jérôme Dutroncy, oppositioneller Stadtrat in Fontaine.
Um keine Ämter zu kumulieren, trat Élisa Martin nach ihrer Wahl zur Abgeordneten von Grenoble von ihrem Amt als erste stellvertretende Bürgermeisterin zurück.